# Monte Cristo Multimedia
Monte Cristo Multimedia fue una empresa francesa desarrolladora y distribuidora de videojuegos fundada en 1995 y con sede en París. La empresa estaba dirigida por Jean-Christophe Marquis, y desde el 2002 por Jérome Gastaldi. El 25 de mayo de 2010 Monte Cristo anunció que dejaría de existir esa misma semana.

## Videojuegos desarrollados por Monte Cristo
- Trader 97
- Wall Street Trader
- Start-up
- Economic War
- Crazy Factory
- Fire Department Series
- Dino Island
- 7 Sins
- Cities XL
- Silverfall
- Startup 2000
- CityLife

## Videojuegos publicados por Monte Cristo
- Airline Tycoon, desarrollado por Spellbound
- TV Star
- Happy hour
- Casino Tycoon, desarrollado por Cat Daddy Games
- Platoon, desarrollado por Digital Reality
- Desert Rats vs Afrika Korps, desarrollado por Digital Reality
- D-Day, desarrollado por Digital Reality
- StarPeace, desarrollado por Oceanus Communications
- 1944 : Battle of the Bulge, desarrollado por INtex
- Moscow to Berlin, desarrollado por INtex
- War on Terror, developed by Digital Reality